# Městské muzeum v Sadské
Městské muzeum v Sadské bylo regionálním muzeem se sídlem ve středočeském městě Sadská. Muzeum bylo pobočkou Polabského muzea v Poděbradech, které má i po zrušení muzea v péči jeho někdejší sbírku.

## Historie muzea
Spolek pro založení muzea vzniknul v roce 1909, o rok později bylo muzeum otevřeno. Základním kamenem sbírek se stala knihovna s více než 3000 svazky, kterou městu Sadská odkázal významný rodák Otakar Georgius Paroubek. Muzeum sídlí v druhém patře bývalé školy čp. 257
Muzeum se začalo rychle rozrůstat díky darům sadských občanů a sbírkotvorné činnosti členů muzejního spolku. Prvním správcem muzea se stal ředitel Průmyslové pokračovací školy v Sadské Václav Smutný, který byl aktivním sběratelem, národopiscem a znalcem národopisu Polabí. Už při založení muzea do něj vložil zachráněné historické městské památky a rovněž svou národopisnou sbírku. Roku 2017 bylo muzeum jako pobočka Polabského muzea v Poděbradech zrušeno.

## Popis muzea
Muzeum se skládalo ze tří výstavních místností, v nichž byly umístěny trvalé společenskovědní expozice: Z historie Sadské, Život v obci a knihovna Georgeion, kterou daroval městu O. G. Paroubek.
Neobvyklou částí sbírky muzea jsou výrobky původních severoamerických obyvatel kmene Siouxů a Ponka, které do muzea ve 30. letech 20. století poslal sadský rodák a vystěhovalec do Ameriky Jan Noll.